# Julius Adolf Petersen
Julius Adolf Petersen (* 7. Oktober 1882 in Hamburg als Julius Adolph Petersen; † 21. November 1933 ebenda) war ein Berufsverbrecher und Kneipenwirt in Hamburg-Barmbek, genannt „Lord von Barmbeck“ (Barmbek wurde damals noch mit „ck“ geschrieben).

## Leben

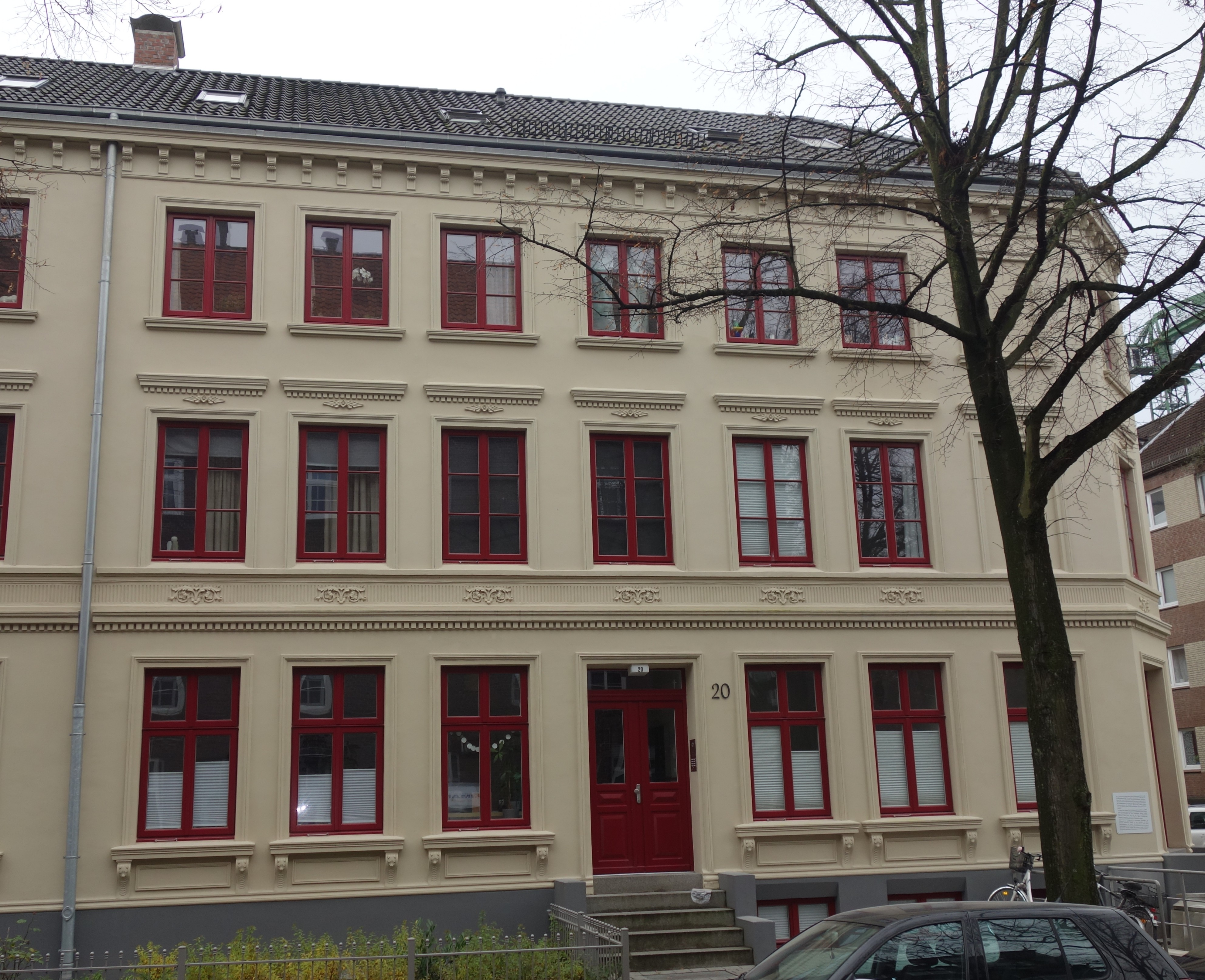
Im Keller dieses Hauses betrieb Petersen seine Kneipe

Petersen stammte aus Hamm-Süd. Er wuchs in ärmlichen Verhältnissen auf und zog 1896 mit seinen Eltern in die Heitmannstraße im südlichen Barmbek. Ab 1904 betrieb er eine Kneipe an der Ecke Beim Alten Schützenhof und Bartholomäusstraße, in der Kohlearbeiter und Einbrecher verkehrten. Er wurde der Kopf einer Verbrecherbande, die bis zu 200 Mitglieder gehabt haben soll und die erst „Barmbecker Einbrechergesellschaft“, später „Petersen-Konzern“ genannt wurde. Einige seiner Mitganoven wurden „Lockenfietsche“, „Rabenmax“ oder „Schlachterkarl“ genannt. Seine Kneipe nannte Adolf gerne „Kaschemme“ und sein Werkzeug zum Aufbrechen der Geldschränke „Knabbergeschirr“.
Sich selbst nannte er in seinen Lebenserinnerungen (1927 im Gefängnis Fuhlsbüttel geschrieben) einen „bockbeinigen Mephistojünger, dem Fluch der bösen Tat erlegen“. Die Hamburger Polizei legte im Laufe der Zeit 20 Meter Akten über ihn an, 200 Delikte wurden im Laufe der Jahre gegen ihn verhandelt, 400 Personen mussten dabei aussagen, 3000 Haftbefehle wurden nach seinen umfänglichen Geständnissen ausgestellt.
Den Beinamen „Lord von Barmbeck“ erhielt er wegen seiner stets korrekten Kleidung und seiner Ganovenehre, nach der geschnappte Bandenmitglieder mit guten Verteidigern und ihre Familien mit Unterstützung versorgt wurden.
Aus seiner Ehe mit Helmi Petersen (gleichnamig, aber nicht verwandt) ging sein Sohn Hatzel hervor. Nach seiner Scheidung lebte er mit Frieda Goedje zusammen.
1920 wurde er durch den Überfall auf das Postamt in der Susannenstraße, bei dem er und ein Komplize 221.000 Mark erbeuteten, stadtbekannt. Nach Verbüßung mehrerer mehrjähriger Haftstrafen wegen Einbruch, Diebstahl und Raub erhängte er sich 1933 im Untersuchungsgefängnis.
Petersens Lebensgeschichte wurde 1973 von Ottokar Runze unter dem Titel Der Lord von Barmbeck verfilmt. Martin Lüttge spielte die Hauptrolle. Im Jahre 2005 wurde im Hamburger St. Pauli Theater das biographische Stück Der Lord von Barmbeck von Frank Göhre, Ulrich Tukur und Ulrich Waller aufgeführt.
In den Jahren 2011 bis 2013 gab es Planungen, das Haus der ehemaligen Kneipe abzureißen. Nach Protesten aus der Anwohnerschaft wurde das Haus unter Denkmalschutz gestellt und ab dem Herbst 2013 aufwendig saniert. Die dabei entstehenden Eigentumswohnungen wurden unter „Lord-von-Barmbeck“ hochpreisig angeboten.
Ein Café an der Kreuzung Beim Alten Schützenhof und Bartholomäusstraße ist in Anlehnung an Petersens Spitznamen benannt.